# 古賀淳紫
古賀 淳紫（こが きよし、1996年4月30日- ）は日本の陸上競技選手。専門は長距離走。佐賀県立鳥栖工業高等学校卒業。安川電機所属。

## 人物
福岡県出身。趣味は野球観戦、音楽・映画鑑賞。
佐賀県立鳥栖工業高等学校卒業後、大学を経ずに安川電機に入社する。
実業団駅伝では、入社１年目からチームの主力選手として活躍。2019年元日のニューイヤー駅伝では、7区で区間賞を獲得している。また、都道府県対抗男子駅伝には、佐賀県代表のふるさと選手として出場を続けており、2020年大会では3区終盤を先頭で独走し、チームの8年ぶり入賞に貢献した。
個人種目では、2020年の全日本実業団ハーフマラソンにて、1時間00分49秒という日本歴代7位(当時)の好タイムで日本人トップの2位でゴールし、第24回世界ハーフマラソン選手権大会日本代表に内定した。しかしその後、新型コロナウイルスの影響により日本代表の派遣は中止となってしまった。
国内トップレベルの実力者でありながら、自らのことを「自分は知名度が低い」「無名選手」と語っている。

## 成績

### 実業団駅伝成績
| 年                     | 大会                               | 所属     | 区間        | 区間順位 | 記録          | チーム順位 |
| ---------------------- | ---------------------------------- | -------- | ----------- | -------- | ------------- | ---------- |
| 2015年度 （入社1年目） | 第52回九州実業団対抗毎日駅伝大会   | 安川電機 | 4区(12.2km) | 区間6位  | 36分46秒      | 5位        |
| 2015年度 （入社1年目） | 第60回全日本実業団対抗駅伝競走大会 | 安川電機 | 6区(12.5km) | 区間20位 | 38分50秒      | 8位        |
| 2016年度 （入社2年目） | 第53回九州実業団対抗毎日駅伝大会   | 安川電機 | 1区(12.9km) | 区間3位  | 38分21秒      | 4位        |
| 2016年度 （入社2年目） | 第61回全日本実業団対抗駅伝競走大会 | 安川電機 | 1区(12.3km) | 区間14位 | 35分26秒      | 12位       |
| 2017年度 （入社3年目） | 第54回九州実業団対抗毎日駅伝大会   | 安川電機 | 1区(12.4km) | 区間5位  | 37分48秒      | 4位        |
| 2017年度 （入社3年目） | 第62回全日本実業団対抗駅伝競走大会 | 安川電機 | 1区(12.3km) | 区間15位 | 35分10秒      | 9位        |
| 2018年度 （入社4年目） | 第55回九州実業団対抗毎日駅伝大会   | 安川電機 | 1区(12.9km) | 区間6位  | 37分42秒      | 5位        |
| 2018年度 （入社4年目） | 第63回全日本実業団対抗駅伝競走大会 | 安川電機 | 7区(15.5km) | 区間賞   | 45分36秒      | 11位       |
| 2019年度 （入社5年目） | 第56回九州実業団対抗毎日駅伝大会   | 安川電機 | 5区(13.0km) | 区間3位  | 38分18秒      | 4位        |
| 2019年度 （入社5年目） | 第64回全日本実業団対抗駅伝競走大会 | 安川電機 | 4区(22.4km) | 区間11位 | 1時間05分11秒 | 11位       |
| 2020年度 （入社6年目） | 第57回九州実業団対抗毎日駅伝大会   | 安川電機 | 5区(13.0km) | 区間4位  | 38分15秒      | 6位        |
| 2020年度 （入社6年目） | 第65回全日本実業団対抗駅伝競走大会 | 安川電機 | 3区(13.6km) | 区間3位  | 37分52秒      | 16位       |
| 2021年度 （入社7年目） | 第58回九州実業団対抗毎日駅伝大会   | 安川電機 | 5区(13.0km) | 区間2位  | 37分29秒      | 6位        |
| 2021年度 （入社7年目） | 第66回全日本実業団対抗駅伝競走大会 | 安川電機 | 4区(22.4km) | 区間2位  | 1時間03分57秒 | 25位       |

### その他の主な成績
| 年   | 大会                                         | 種目または区間 | 順位     | 記録          | 備考                            |
| ---- | -------------------------------------------- | -------------- | -------- | ------------- | ------------------------------- |
| 2014 | 第65回全国高等学校駅伝競走大会               | 1区(10.0㎞)    | 区間9位  | 29分52秒      | 鳥栖工業高校17位                |
| 2015 | 第20回天皇盃全国都道府県対抗男子駅伝競走大会 | 1区(7.0km)     | 区間5位  | 20分09秒      | 佐賀県25位                      |
| 2016 | 第21回天皇盃全国都道府県対抗男子駅伝競走大会 | 7区(13.0km)    | 区間18位 | 38分48秒      | 佐賀県19位                      |
| 2017 | 第22回天皇盃全国都道府県対抗男子駅伝競走大会 | 7区(13.0km)    | 区間10位 | 38分22秒      | 佐賀県11位                      |
| 2019 | 第24回天皇盃全国都道府県対抗男子駅伝競走大会 | 7区(13.0km)    | 区間4位  | 37分54秒      | 佐賀県23位                      |
| 2020 | 第25回天皇盃全国都道府県対抗男子駅伝競走大会 | 3区(8.5km)     | 区間4位  | 24分00秒      | 佐賀県4位                       |
| 2020 | 第48回全日本実業団ハーフマラソン             | ハーフマラソン | 2位      | 1時間00分49秒 | 日本人1位・ 日本歴代7位（当時） |
| 2020 | 第24回世界ハーフマラソン選手権大会           | ハーフマラソン | DNS      | －            | 日本代表派遣中止                |
| 2020 | 第104回日本陸上競技選手権大会                | 5000m          | 12位     | 13分44秒40    |                                 |